# 京急本線
京急本線（日语：／ Keikyū Honsen */?）是連結日本東京都港區泉岳寺站與神奈川縣橫須賀市浦賀站，由京濱急行電鐵（京急）營運的鐵路線。車站編號使用的路線記號為KK。（品川－浦賀）
雖然起點為品川站，但後面延伸的泉岳寺－品川段1.183公里距離標以品川站開始計算的距離為標準設置。

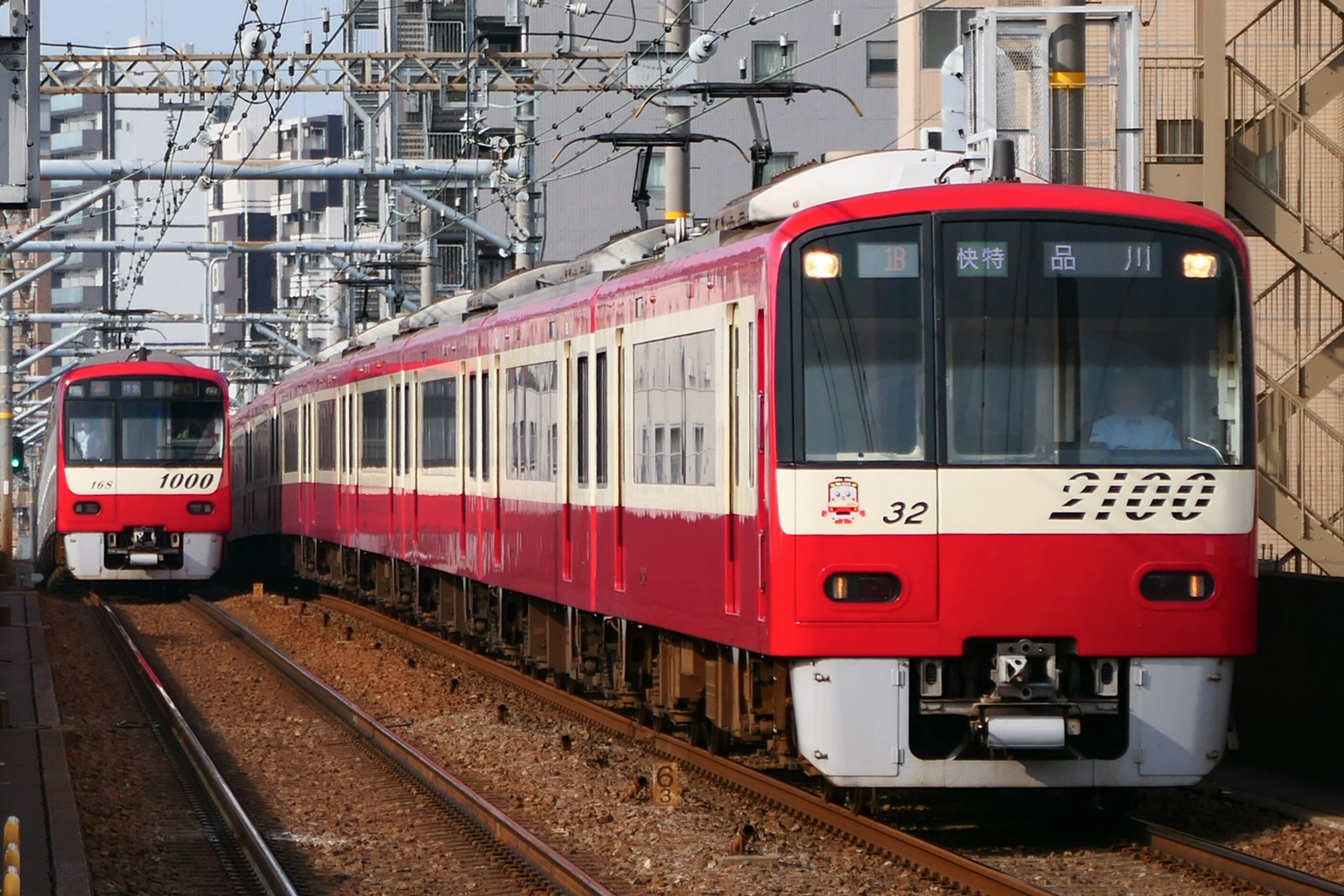
第2代京急1000型電聯車(左)與京急2100型電聯車(右)

## 概要
京急本線由品川沿東京湾南下、向横濱市東南部・横須賀市東部延伸，作為東京和橫濱之間的通勤路線，同時也是連接三浦半島地區的近郊路線。本線於泉岳寺站和東京都營淺草線互相直通運行，不少列車更繼續直通京成押上線及本線至千葉縣。近年京濱急行電鐵機場線也作為機場聯絡軌道系統營運。京成線有部分列車也進入京急本線前往羽田機場，連接成田和羽田兩大機場。

### 路線資料
- 路線距離：56.7公里
- 軌距：1435毫米
- 站數：50個（包括起終點站）
- 複線路段：全線（包括子安－神奈川新町段為三線，金澤文庫－金澤八景為四線）
- 電氣化路段：全線（直流1500V）
- 閉塞方式：自動閉塞式
- 保安裝置：C-ATS
- 最高速度：120公里/小時（品川－橫濱），110公里/小時（左述路段以外路段）

## 運行狀態
原則性地編制了20分鐘為一周的列車運行圖，快速列車和普通列車在多個車站處進行緩急連接。此外，頻繁進行車輛的增解結也是特徵。
從本線通往除大師線以外，京急各線上都有來自其他公司的列車直通行駛。在列車運行圖上大部分快特列車在堀之内站進入久里濱線行駛，並非駛至堀之內站－浦賀站的區間。但是，早上繁忙時間由浦賀出發和駛向浦賀的特急列車（部分在金澤文庫站以北是快特）也有行駛。也有設定從品川·蒲田方向駛向機場線的直達列車。
部分直通模式
- 經都營地下鐵淺草線・京成押上線・京成本線到成田機場站
- 經都營地下鐵淺草線・京成押上線・成田機場線到成田機場站
- 經京成本線・北總鐵道北總線到印旛日本醫大站
- 經京成本線・京成東成田線・芝山鐵道線到芝山千代田站

現行運行圖上據點站的每小時運行數量，在橫濱站為白天18列、平日早上的繁忙時間26列。在品川站，京急蒲田方向為白天18列、平日早上24列；泉岳寺方向為早上-白天12列左右、夜間9列。

### 最高速度
歷史上，自開業以來在東京橫濱之間先有東海道本線，後來加入了東急東橫線等競爭線，再加上三浦半島方向與橫須賀線的競爭，傳統上一直採用高速運行的運營方針。
戰後最初规定的最高時速為80公里，到1953年提升至90公里，1958年秋天提升至100公里，1967年特急獲得了最高時速105公里的許可。1995年之後品川至橫濱間的最高時速為120公里（沒有配備增壓剎車的車輛和其他公司的車輛為110公里），橫濱以南為110公里 ，成為私鐵線路中高速的線路。標準軌距這點有利於高速駕駛，為了將最高速度從105提升到120公里時，不進行信號機的移設和增設，而又要能確保煞車距離，在品川至橫濱間的时速120公里區間，在信號機採用著讓YG（黃和綠）現示閃爍的抑速信號（限制時速105公里）。抑速信號在現在2010年之前仍然是京急獨自使用的方式。不過，京成成田新高速鐵道線也採用了這信號顯示。由於與其他公司直接競爭的線路較少、需要在有限的線路中進行幾乎全天的高密度運行以及比起高速化更重視安全和準時的傾向等原因，東京都圈的鐵路經營者中，到2010年為止只有包含京急本線在內的少數幾條路線實施了普通列車時速120公里以上的運營。現時每種列車類別的最高時速為：快特120公里、特急和機場急行110公里及普通95公里。

### 列車編號
由3位或4位數字加上最多兩個的2個以內的英文字母組成。數字的千位和百位是列車的始發站開車時刻的「小時」，隨後2位為該列車運行的號碼。下行線的運行號碼為偶數，上行則為奇數。現在所使用的編號方式自1973年9月1日起使用，以下是加上英文字母時的解釋：
自社車輛以外之列車
- T - 東京都交通局的列車
- K - 京成電鐵的列車
- N - 北總鐵道的列車

自社車輛使用列車
- A - 自社線內的快特、機場快特、翼號列車，但不包括泉岳寺站 - 羽田機場第1、第2航站樓站間的列車。
- B - 平日早上繁忙時間金澤文庫站以南之特急的上行快特（從前的通勤快特）
- C - 全日只走自社線内的特急和不會作折返運行的8輛編成普通列車
- D - 全日只走逗子·葉山站 - 羽田機場國內線航站樓站間的機場急行、折返時運用8輛編成的普通列車
- H - 泉岳寺站 - 羽田機場國內線航站樓站站間行走及乘入泉岳寺以北路段的特急、機場急行、折返時運用8輛編成的普通列車
- SH - 泉岳寺站 - 羽田機場國內線航站樓站站間行走及乘入泉岳寺以北路段的快特（自社線外以H表示）
- 無英文字 - 6輛或4輛編成的普通列車。不適用於符合D、X、Y條件的班次

另外，於短區間內（例如大師線）折返的列車會將列車編號重複使用，為防止以上情況出現，列車編號後會加上以下字母：
- X・Y - 同一組編號重複使用的情況下，會加上X、Y 於數字的末尾

在途中增結的列車就會沿用併結前8辆編成的列車番號。如果是分拆的場合，8辆編成的一方就會使用分割前的列車番號，4辆編成的一方就會使用新的番號。
其他社局線直通列車的車號會在境界站（泉岳寺站）變更、與通常反過來成為下行偶數，上行奇數的特徵。

## 列車種別

### 現行列車種別

#### 早上翼號
只在平日早上開出。乘客於上車站上車前需額外補票「Wing Ticket」（票價為 300 日圓）或凭月票「Wing Pass」確保坐位。
停車站
三浦海岸（只上車） → 横須賀中央（只上車） → 金澤文庫（只上車） → 上大岡（只上車） →  品川（只下車） → 泉岳寺（只下車）

#### 京急翼號
只在平日黃昏開出。品川站發車後下一站是上大岡站（不停靠京急蒲田、京急川崎及橫濱），到上大岡站後再依照快特形式運行，乘客於品川站上車前需額外補票「Wing Ticket」確保坐位，而在其他站上车则无需补票。
停車站
品川 → 上大岡 → 金澤文庫 → 横須賀中央 → 堀之内 →（久里濱線內各站停車）

#### 京急翼號（京急ウィング号）

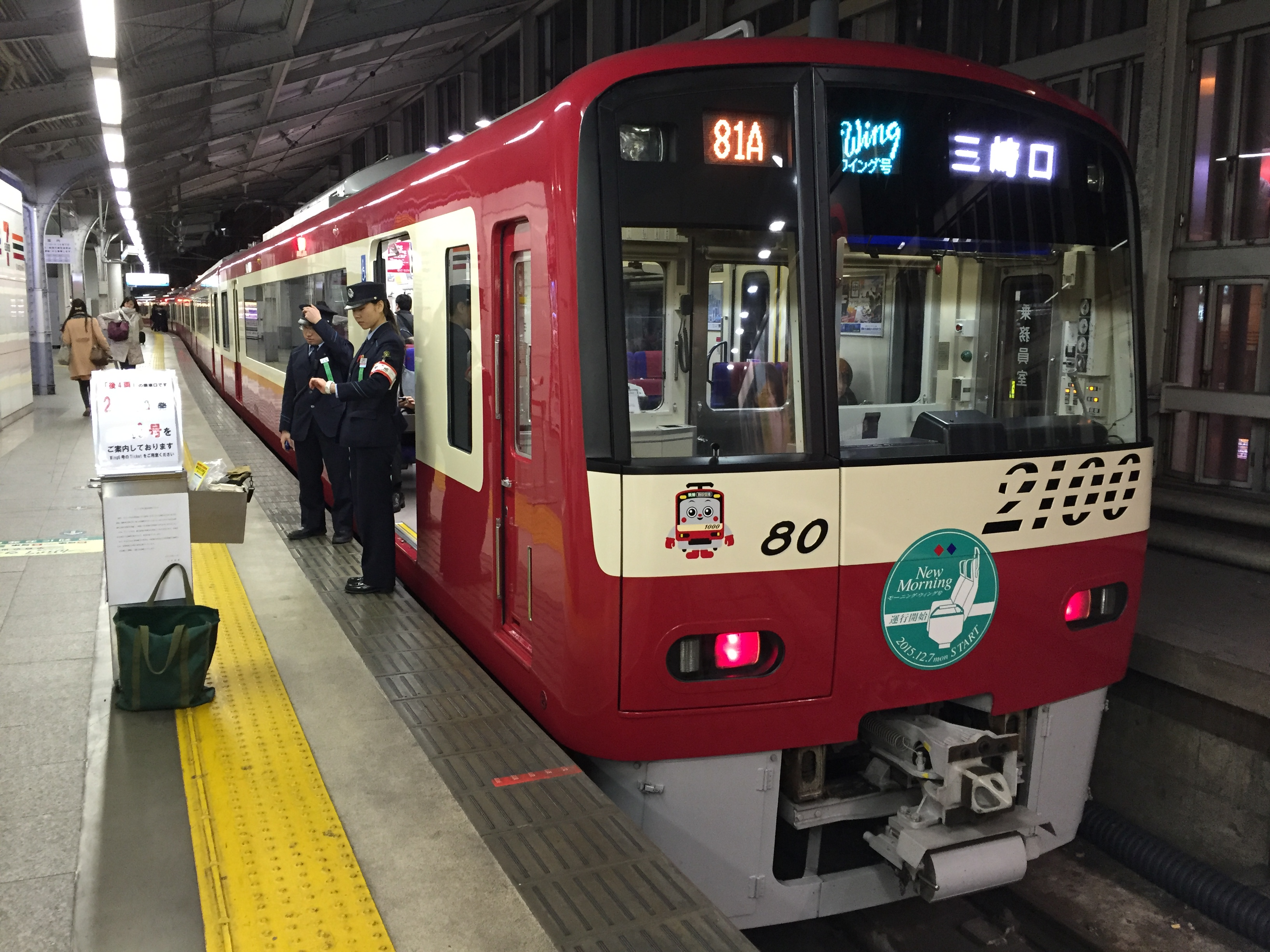
京急 Wing 号（現 Evening Wing 号） （2016年1月)

#### 快特
快特，只以普通車票就能乘坐最少停車站的列車。以前稱作「快速特急」，不過，隨著在1999年夏天修改時間表，作為俗稱·略稱的「快特」成為了正式名稱。從類別顏色分別，快特也稱為Green Limited Express、Green Train。快特在京急川崎以南成為唯一的快速列車（京急川崎後停橫濱，其餘各站不停車）。不過，列車車次後附有英文字母，自泉岳寺都營線直通運轉的快特稱為「SH快特」，以及只本公司線內運行的快特稱為「A快特」。
在久里濱線直通的快特中，「A快特」用2門前向座的2100形的列車，而「SH快特」則採用3門列車。兩者各以20分鐘間隔，合計班次為10分鐘一班。金澤文庫以南全部是8輛編成。不過，多數列車在品川·京急川崎—金澤文庫併結成大手私鐵中最長的12輛編成。本公司線內於京急川崎—金澤文庫以快特行駛的機場線直達特快（參見#特急），平日傍晚以後和周六及假日都營線直通列車於品川（平日在一部京急川崎）—金澤文庫也做浦賀·新逗子出發和到達的普通混編列車。但是，如果沿線召開煙火大會等大規模集會，為了增強運輸力，快特會以金澤文庫為終點站，然後以4輛編成取代繼續南下。同時，日間的「A快特」也有運用3門車，但這個情況會在車站作廣播。
由於橫濱—品川間的時速120公里駕駛和進行增加解結的關係京急車成為運用的主體。在京急蒲田—品川·泉岳寺間，上述的「A快特」和「SH快特」別的加上，日中機場線直達的快特·機場快特（後述）對交替，各自以40分間隔（共計20分間隔）運行著。羽田機場—市中心方面的快特在早上·深夜以外不太使用京急車，京成車、都營車的運用較多。在早上和夜間右也設定了連接羽田機場第1、第2航廈站和橫濱·橫須賀方面的列車。
雖然是少數，但都營車也行駛於最繁忙時段。為了從平日晚高峰到夜晚品川站出發和到達的列車的乘車率也變得高而全部使用3門車，2門車使用於京急翼號。同時，如果在沿線召開煙火大會等大規模集會。為了增強運輸力，「A快特」除了使用3門車以外，也在集會會場的最近的車站作臨時停車。再者，部份1995年前製造的京急車進行了非常剎車時的增壓工程，因此可以時速120公里行駛，其他的車輛只能以時速110公里行駛。
京急川崎 - 橫濱間的區間表定時速最高為104公里（站間距離10.4公里在6分鐘走破）、這是大手私鐵最高速度。

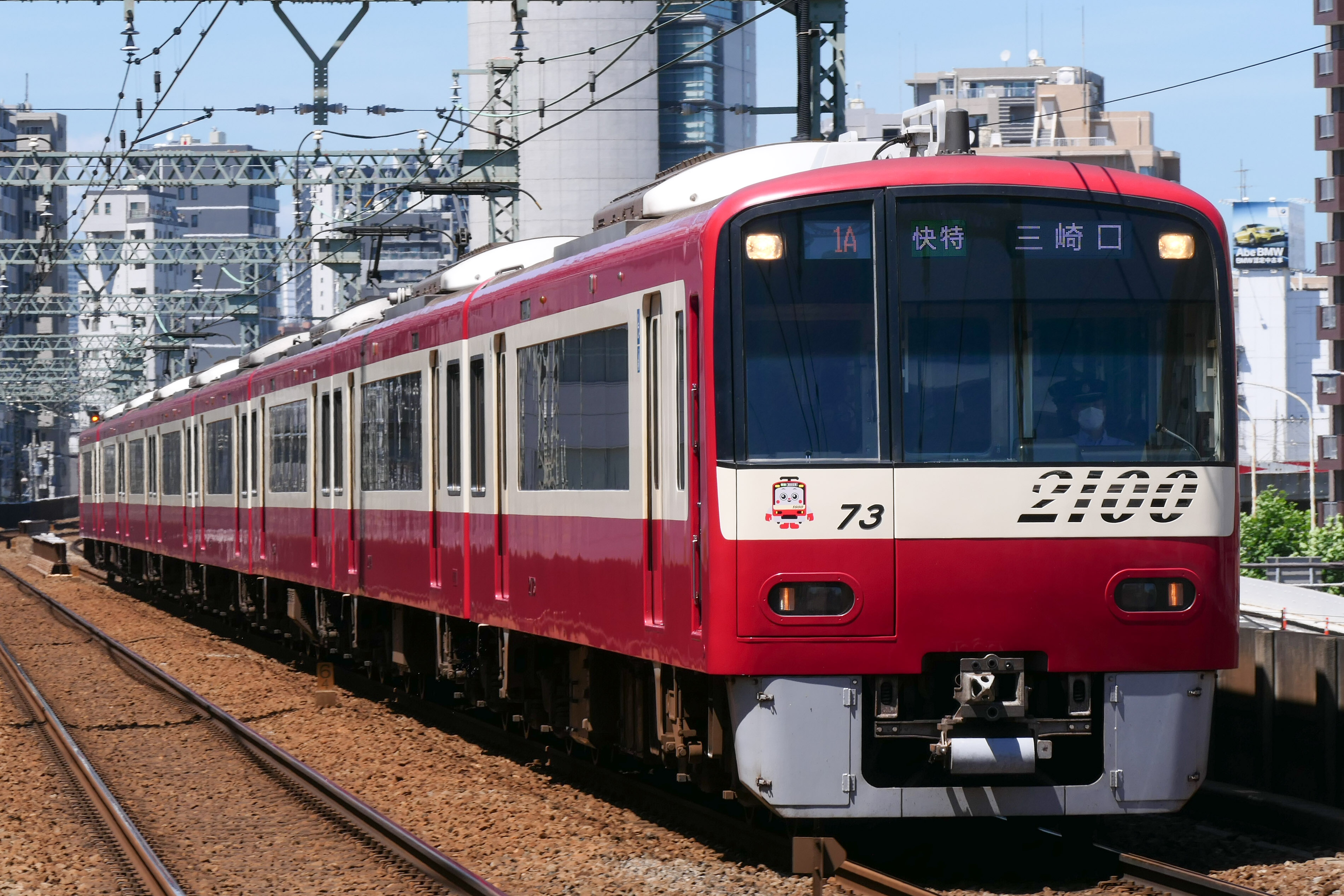
主要行駛京急本線快特的2100形

#### 機場快特
羽田機場站直達到京成線內的列車，於京急線內依照快特型式運作，但在京急蒲田站高架化及羽田機場國際線客運大樓站開通後，機場快特則不再停靠京急蒲田站。蒲田居民眼見花了大筆金錢成功令車站高架化但反而列車卻不停靠此站之舉提出反對。後來京急加入駛至羽田機場站的快特，同時停靠京急蒲田站（此兩種快特各每20分鐘開出一班）。機場快特於都營淺草線區間內只停靠部份車站（作為Access特急），快特則變成各站停車。於押上站乘入京成線之前，Access特急列車會繼續以Access特急種別經北總線和成田機場線駛至成田機場，而已經變成各站停車的種別會轉為快速。

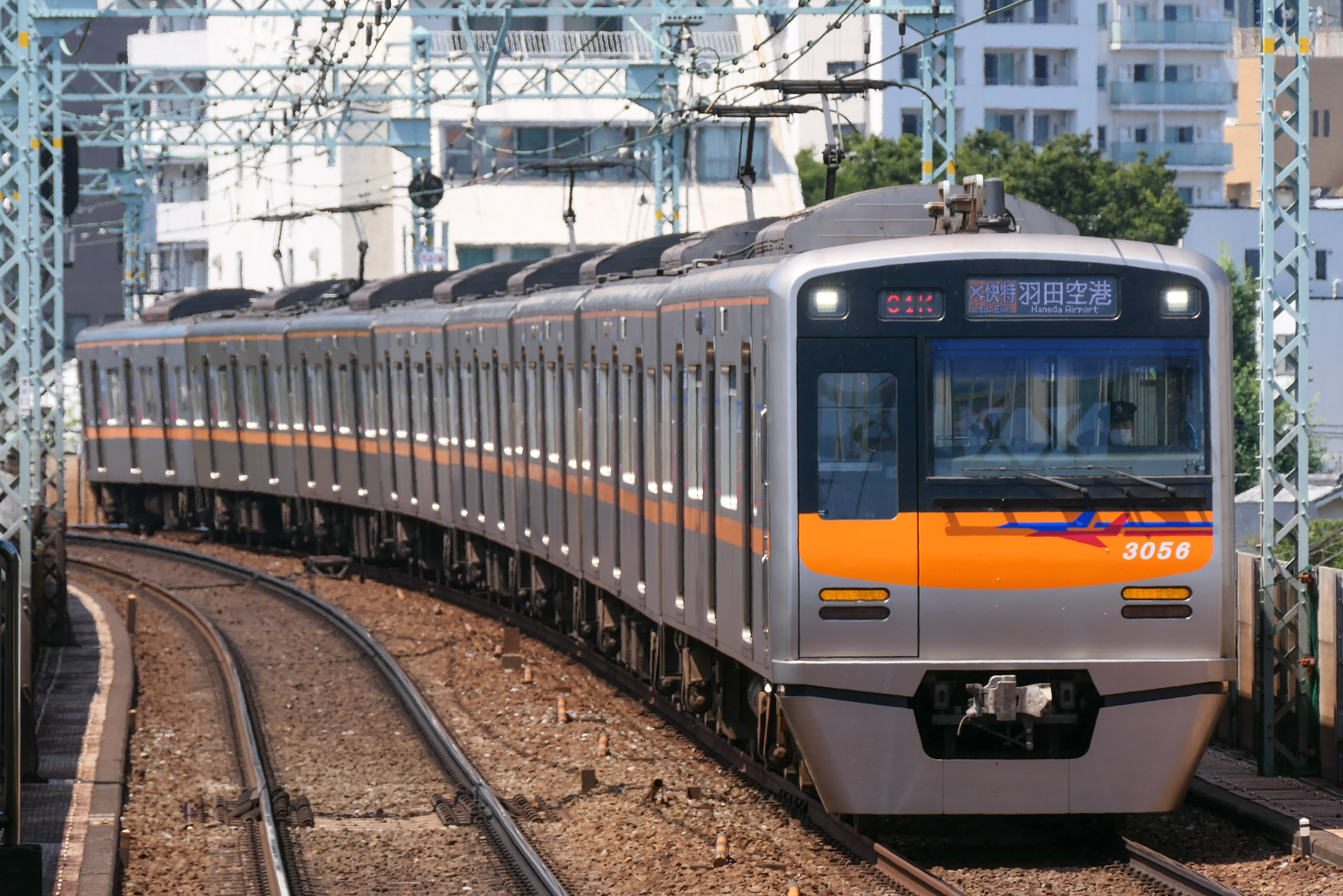
行駛機場快特的京成3050形

#### 機場急行
2010年5月16日時間表改正新增的列車種別，取代日間由橫濱方向前往羽田機場站的特急班次(D特急)。由逗子線新逗子站(此運用於1970年6月取消)和泉岳寺站前往羽田機場站的急行班次。因此這個會行走兩條路線。
- 橫濱．新逗子方向

羽田機場（機場線內全站停車）- 京急蒲田站—京急川崎—京急鶴見—神奈川新町—仲木戶站—橫濱站—日之出町站—井土谷站—弘明寺站—上大岡站—杉田站—能見台站—金澤文庫站—金澤八景站—(逗子線內全站停車)—新逗子站
以往急行停車站生麥站、黃金町站和京急富岡站現已成為急行通過站。
- 泉岳寺．品川方向

羽田機場—(機場線內全站停車)—京急蒲田站—平和島站—立會川站—青物橫丁站—品川站—泉岳寺站—(至淺草線押上站、京成押上線及北總線)
日間下行班次會在鮫洲超越普通列車，在京急蒲田站與本線的下行快特班次接續。

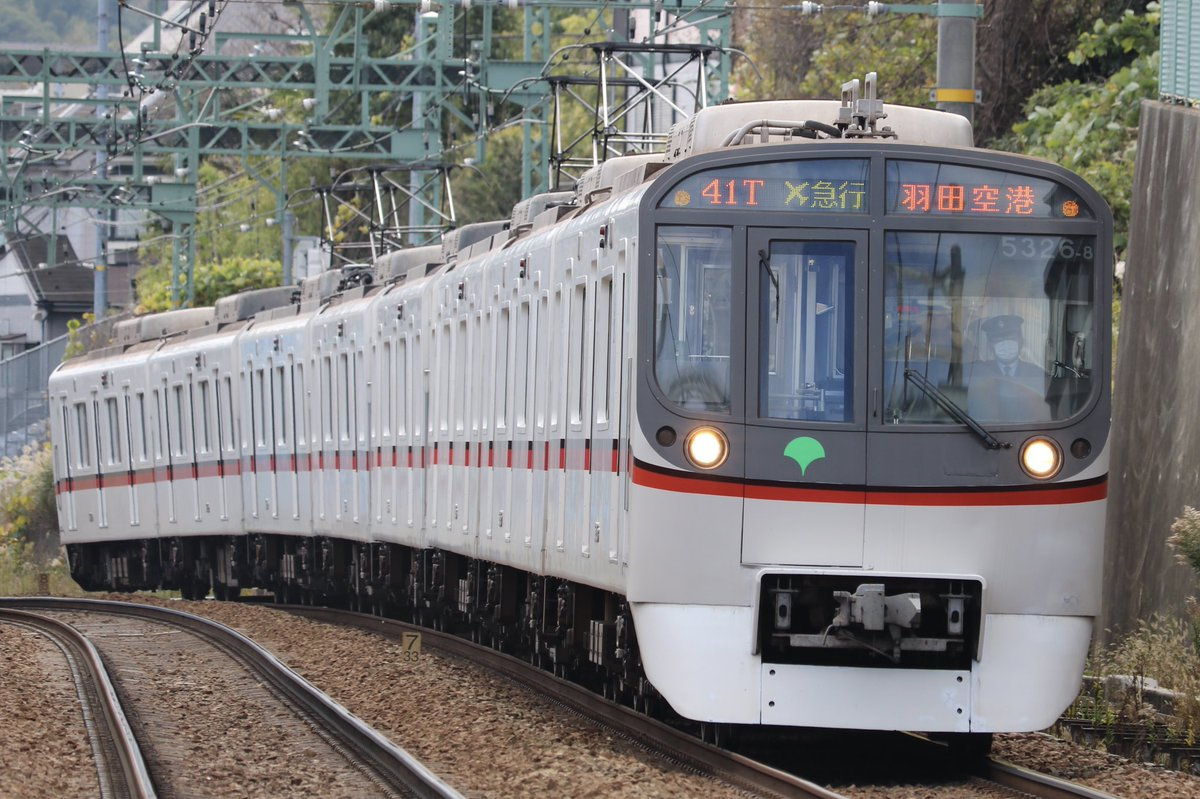
都營5300形行駛「機場急行」

#### 普通
普通列車會於全線運行，各站皆停的車種。以大概10分鐘一班車的形態運行，伴隨急行列車的運行區間縮小，日間時段品川站 – 京急川崎站、金澤八景站 – 浦賀站大概每10分鐘一班車，京急川崎站 - 金澤文庫站3-7分鐘間隔（每小時12班）的形態運行。但是，金澤文庫站 - 京急川崎站間運行的列車，在時間表混亂的時候有可能停止服務。四線區間的金澤文庫站 - 金澤八景站，在本線與逗子線直通運行的列車隔班開行，以0-10分鐘的班距運行（0分的班距是指上行的金澤八景站和下行的金澤文庫站有2班列車同時開出）。相對於優等列車以8或12輛列車運行，普通列車則以4或6輛的列車運行。但是，在早上繁忙時間則特別有優等列車作折返用的8輛列車運行。普通列車通常稱為「普通車」。（這名稱在關西地區經常出現，在關東地區就只有京急使用這名稱。）
早上和晚間亦會有前往羽田機場的普通列車行駛。在京急川崎以南作為普通列車，在京急川崎之後則變成特急列車。從時刻表看上去為兩班列車，實際以同一架列車行走。此種普通列車亦有從羽田機場開出的班次，至到京急川崎之前為特急列車，京急川崎以南開始為普通列車，前往逗子·葉山站或金澤文庫站。
而每年除夕至翌年的元日，往橫濱 – 品川．泉岳寺．都心方向的列車會以普通列車通霄服務。

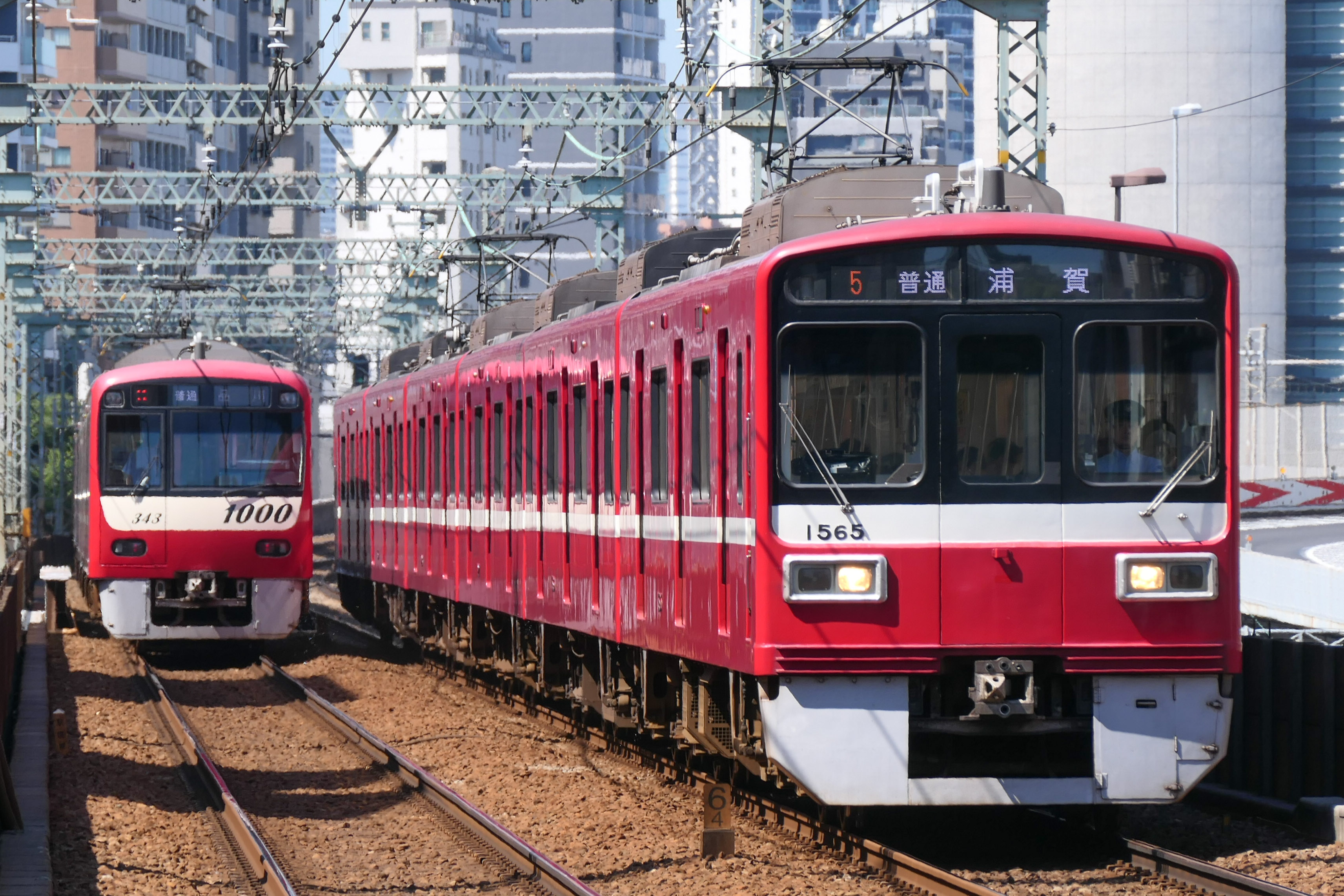
普通列車

### 過去列車種別

#### 通勤快特
1981年6月22日的時刻表改正中誕生。只限平日上午提供上行服務、橫濱以南停靠特急停車站、以北則停靠現時的快特停車站（京急蒲田站於當時並不在快速特急停車站之列）。1999年7月停用此名稱，但現在仍然有列車依照此形式於金澤文庫由特急變更成快特的列車運行。
於停運時的停車站
品川、京急蒲田、京急川崎、橫濱、上大岡、金澤文庫、金澤八景、追濱、汐入、橫須賀中央及堀之内以南各站

#### 機場特急
連接京成本線京成高砂・青砥及羽田機場第1、第2航站樓的列車。於京急線内依特急、都營淺草線依機場快特的停車站停車。

#### 週末特急
以前週末中途不停行駛由品川 - 浦賀，稱作號及號的對號座特急、觀光旅遊輸送的意念而設置的列車。不過、 根據沿線人口的增加和通勤需求的增大、1968年6月8日因快速特急（現・快特）發展而取消。

#### 通勤急行
1957年3月17日登場，平日早上行駛。由於以前的著剩下成為了金澤文庫以南各站停車的急行的一部分名稱變更的東西，1958年9月7日替換為特快增發而消滅了。

#### 準急
1950年4月1日的時刻表改正後急行再使用的同時登場的種別。於1954年7月7日中的時刻表改正中廢除。
廢除時的停車站
品川 - 青物橫丁 - 立會川 - 學校裏 - 京濱蒲田 - 京濱川崎 - 八丁畷 - 鶴見市場 - 京濱鶴見 - 生麥 - 子安 - 橫濱 - 橫濱以南各站停車

## 歷史
在東京都南部和川崎市付近附近的軌道線經過逐次延長，於明治時代末期變成將東京和横濱兩都市間聯絡起來的路線。進入昭和時代，湘南電氣鐵道把横濱和横須賀間的郊外路線投入營運，就是這樣，路線的大約形狀就出現了。在二戰後就進行改良設備的措施以增加路線的運載能力和縮短行車時間及直通運行的變得多樣化的種種改變直至現在。
- 1901年（明治34年）2月1日 京濱電氣鐵道的川崎站（後改爲六鄉橋站） - 大森停車場前投入營運。此路段採用了1,435 mm軌距的路軌和600 V的直流電來運行。
- 1902年（明治35年）
  - 9月1日 六鄉橋站 - 川崎站投入營運。
  - 日期不明 六鄉站改稱八幡塚站。
- 1904年（明治37年）
  - 3月1日 路軌軌距被改成1,372 mm。
  - 5月8日 品川站（現北品川站） - 八幡站（現大森海岸站）投入營運。大森停車場前 - 八幡間的路段變成支線。八幡站改稱海岸站。原海岸站廢止，停車場道站開業。海岸 - 澤田（現平和島站）之間的並用軌道改為專用軌道。
  - 12月 大橫町 - 北馬場之間的黑門站、青物橫町（現青物橫丁站） - 鮫洲之間的海晏寺站廢止。
- 1905年（明治38年）
  - 日期不明 停車場道站改稱八幡（後來的大森八幡站）站。
  - 12月24日 川崎站 - （舊）神奈川站間投入營運。
- 1906年（明治39年）10月1日 雜色 - 川崎之間的八幡塚站廢站、六郷堤站（現六鄉土手站）投入營運。本線與大師線分岐點變成川崎站。
- 1910年（明治43年）3月27日 新子安站（現京急新子安站）投入營運。
- 1914年（大正3年）4月12日 花月園前站（現花月總持寺站）投入營運。
- 1915年（大正4年）8月21日 新町站（現神奈川新町站）投入營運。
- 1916年（大正5年）12月25日 八丁畷站投入營運。
- 1924年（大正13年）3月11日 八山橋站 - 高輪站投入營運。在此之前的品川站改稱北品川站。
- 1925年（大正14年）11月 蒲田站、川崎站、鶴見站分別改稱為京濱蒲田站、京濱川崎站、京濱鶴見站。
- 1927年（昭和2年） 
  - 山谷站改稱為大森山谷站。
  - 4月 市場站改稱鶴見市場站，新町站改稱神奈川新町站。
- 1929年（昭和4年）6月22日 神奈川站 - 橫濱站投入營運。此時的橫濱站是設於月見橋付近的一個臨時車站。（舊）神奈川站廢站。
- 1930年（昭和5年）
  - 2月5日 為配合橫濱站遷移，列車開始乘入橫濱站。
  - 3月29日 青木橋站（現神奈川站）投入營運。
  - 4月1日 湘南電氣鐵道的黃金町站 - 浦賀站之間的區間投入營運。此路段則採用了1,435 mm軌距的路軌和1500 V的直流電來運行。
  - 4月6日 青木橋站改稱京濱神奈川站。
  - 7月10日 湘南富岡站（現京急富岡站）投入營運。
- 1931年（昭和6年）
  - 1月1日 高輪站 - 京濱蒲田站的急行列車開始運行。
  - 7月10日 杉田站投入營運。
  - 12月26日 橫濱站 - 黃金町站投入營運，現時的本線全線開通。但京濱電氣鐵道和湘南電氣鐵道之間的軌距不同，湘南電氣鐵道使用了1435mm的軌距。
- 1932年（昭和7年）7月25日 生麥 - 新子安間的麒麟啤酒前站投入營運。
- 1933年（昭和8年）
  - 4月1日 橫濱站以北的路軌由1372mm改成1435 mm，品川 - 浦賀之間的直通運行開始。同時配合東京都內的總點站改為省鐵品川站而將高輪站廢止。
  - 7月1日 海岸站改稱大森海岸站。
- 1934年（昭和9年）10月1日 軍需部前站（現安針塚站）投入營運。
- 1935年（昭和10年）7月10日 與東京灣汽船（現：東海汽船）之間連絡運輸開始。與此同時、用以連絡伊豆大島航線的「大島號」列車開始運行。
- 1936年（昭和11年）12月25日 急行列車的運行區間擴大至品川站 - 上大岡站之間。
- 1937年（昭和12年）3月8日 大森停車場前 - 大森海岸的支線被廢線。 
  - 此時亦有考慮製造用於直通運行東京地下鐵道線（現時東京地下鐵銀座線新橋站以北的路段）的車輛，但被當時東京高速鐵道（現、銀座線新橋站以西的路段）・東京橫濱電鐵（現東急電鐵）的總裁五島慶太阻止。
- 1940年（昭和15年）10月1日 軍需部前站改稱安針塚站、横須賀軍港站改稱橫須賀汐留站。
- 1941年（昭和16年）11月1日 湘南電氣鐵道和京濱電氣鐵道合併。黄金町站 - 浦賀站間被稱為京濱電鐵線。
- 1942年（昭和17年）5月1日 京濱電氣鐵道與東京急行電鐵進行合併。成為「大東急」的其中一員。
- 1943年（昭和18年）6月30日 横濱站與戶部站之間的平沼站停用。
- 1943年（昭和18年）11月1日 新子安站改稱京濱新子安站。
- 1944年（昭和19年）
  - 5月1日 品川站 - 黃金町站和橫濱站 - 浦賀站的運行系統分拆。
    - 由於舊京濱電氣鐵道和舊湘南電氣鐵道之間的電壓不同，所以進行了使電車運用更有效率化的措施。

  - 5月10日 谷津坂站（現能見台站）投入營運。
  - 10月20日 麒麟啤酒前站改稱麒麟站。
  - 11月10日 濱川站、鈴森站、大森八幡站、總持寺站、平沼站廢站。
- 1945年（昭和20年）12月22日 橫濱站 - 上大岡站改用1,500 V直流電供電。
- 1947年（昭和22年）
  - 1月20日 湘南富岡站廢站。
  - 3月1日 湘南富岡站遷移後重新投入營運。
  - 12月25日 横濱站以北改用1,500 V直流電供電，全線統一使用1,500 V直流電供電。
- 1948年（昭和23年）
  - 6月1日 東京急行電鐵將舊京濱電氣鐵道・湘南電氣鐵道所經營的路線分拆，此線由新成立之京濱急行電鐵營運。
  - 7月15日 恢復品川站 - 浦賀站之間的直通運行。
- 1949年（昭和24年）
  - 4月24日 「遠足急行」開始營運。
  - 6月30日 生麥和京濱新子安之間的麒麟站、学校裏和梅屋敷間的大森山谷站被廢站。
- 1950年（昭和25年）4月1日 恢復日常的急行列車的運行。
- 1952年（昭和27年）
  - 7月6日 品川站 - 逗子線逗子海岸站（現逗子·葉山站附近）的「海水浴特急」開始營運。
  - 12月15日 大森町站投入營運。
- 1954年（昭和29年）
  - 3月22日 特急列車開始運行。當時只在平日繁忙時間運行。
  - 3月27日 「遠足急行」改稱「週末特急」繼續運行。
  - 7月7日 增加特急列車的班次。
- 1956年（昭和31年）
  - 3月27日 「週末特急」增加了「Umelu」和「parurata」作為簡稱。「大島號」再次運行。
  - 4月20日 京濱神奈川站改稱神奈川站。
- 1957年（昭和32年）3月17日 特急列車改為全日運行。
- 1958年（昭和33年）5月26日 特急在早上繁忙時間增至每10分鐘一班。
- 1961年（昭和36年）9月1日 學校裏站改稱平和島站，横須賀汐留站改稱汐入站，横須賀堀之内站改稱堀之内站。
- 1963年（昭和38年）11月1日 湘南富岡站、湘南田浦站、横須賀公郷站、湘南大津站分別改稱京濱富岡站、京濱田浦站、京濱安浦站、京濱大津站。
- 1966年（昭和41年）7月7日 特急列車增至全日每10分鐘一班。
- 1967年（昭和42年）3月19日 特急列車的最高運行速度升至105km/h。
- 1968年（昭和43年）
  - 6月15日 從前的「週末特急」・「海水浴特急」以「快速特急」的名義作定期運行。
  - 6月21日 品川站 - 泉岳寺站段投入營運，同時開始與都營地下鐵1號線（現淺草線）作直通運行。主要使用特急、急行列車作直通運行。
- 1969年（昭和44年）12月31日 三浦海岸站 - 京成成田站開行前往新年後首次參拜用的晚間直通特急「招運號」作2來回運行。到以後1978年(昭和53年)左右春季和夏季都有與京成線的直通特急的特別列車。
- 1974年（昭和49年）
  - 5月26日 為準備12輛編組列車開始運行，横濱站的下行專用月台被拆除，將上行專用月台變成1面2線島式月台。
  - 12月2日 在早上繁忙時間運行於金澤文庫站 - 横濱站之間的特急列車以12輛編組列車運行。
- 1976年（昭和51年）10月15日 北品川站 - 青物橫丁站高架化、把北馬場站和南馬場站合併的新馬場站投入營運。
- 1978年（昭和53年）
  - 3月6日 子安站 - 神奈川新町站三線化。
  - 3月10日 金澤文庫站 - 金澤八景站三線化。
  - 8月21日 下午繁忙時間開始有快速特急列車運行。
- 1981年（昭和56年）6月22日 為改善平日早上繁忙時間上行線的效率，出現了金澤文庫站以南按特急停車站、金澤文庫站以北按現時的快特停車站而停站，金澤文庫站 - 品川站12輛編組的「通勤快特」開始運行。
- 1982年（昭和57年）12月1日 谷津坂站改稱能見台站。
- 1986年（昭和61年）4月1日 黃昏時間帶以後、快速特急開始使用12輛編組運行。
- 1987年（昭和62年）6月1日 京濱蒲田、京濱川崎、京濱鶴見、京濱新子安、京濱富岡、京濱田浦、京濱安浦、京濱大津各站分別改稱為京急蒲田、京急川崎、京急鶴見、京急新子安、京急富岡、京急田浦、京急安浦、京急大津。
- 1990年（平成2年）12月2日 青物橫丁站 - 大森町站高架化。
- 1992年（平成4年）4月16日 京急翼號開始運行。
- 1995年（平成7年）4月1日 快速特急的最高行車速度提升至品川站 - 橫濱站間的120km/h，而橫濱站以南則提升至110km/h。特急列車全線以110km/h運行。
- 1996年（平成8年）5月12日 上大岡 - 屏風浦之間的上行線高架化。
- 1997年（平成9年）10月4日 與都營淺草線作直通運行的特急列車的12輛編組列車運行區間延長至品川站。出現與機場線作直通的特急列車，與都營淺草線直通的列車大量加密班次。
- 1998年（平成10年）11月18日 為配合機場線羽田機場站投入營運，機場快速特急・機場特急投入服務，京急蒲田昇格為快特列車的停車站。
- 1999年（平成11年）
  - 7月 金澤文庫站 - 金澤八景站複複線化。
  - 7月31日 時刻表大規模調整，在此之前的「快速特急」改用「快特」作正式名稱。 
    - 於平日早上運行的通勤快特及運行於京急蒲田站以南急行被取消運行。但是、通勤快特改由金澤文庫站以南始發的「特急」列車於該站改為快特列車運行。
    - 由横濱方面發著並與都營淺草線直通的「特急」列車在所有的日間非繁忙、一部分於繁忙時間運行的列車被改為「快特」列車。
    - 「快特」列車在金澤文庫站進行增減車廂作業，出現了運行於品川站 - 新逗子站・浦賀站的列車。當初只限假日進行、後期推廣至每天進行。
    - 機場線內的區間列車大部分改為與本線和都營淺草線直通運行。
- 2002年（平成14年）10月12日 京急川崎站・金澤文庫站進行增減車廂作業，出現了運行於羽田機場站 - 新逗子站・浦賀站之間的「快特」列車（機場線內為「特急」列車）。還有，日間在品川站發着快特改於泉岳寺站發着，方便與淺草線連絡。
- 2004年（平成16年）2月1日 京急安浦站改稱縣立大學站。
- 2006年（平成18年）7月22日 於橫濱站再度設置的下行專用月台投入使用。
- 2007年（平成19年）
  - 1月27日 品川站的側線有列車出軌。品川 - 京急川崎路段需暫時停運。
  - 3月18日 IC車票「PASMO」投入使用。
- 2009年（平成21年）2月14日 將保安裝置更新成C-ATS
- 2010年（平成22年）5月16日 平和島站 - 六鄉土手站之間的上行線高架化。時刻表大規模調整
  - 機場急行開始運行，羽田機場站 - 新逗子站・浦賀站之間的快特列車被取消運行。
  - 變更「機場快特」列車的停車車站，京急蒲田車站不停靠。
  - 金澤八景昇格為快特列車的停車站。
- 2012年（平成24年）
  - 9月24日 在追濱車站 - 京急田浦車站間發生滑坡，導致列車出軌，包含乘務員在內的32人受傷。金澤八景 - 逸見區間停運到27日早上。
  - 10月21日 平和島站 - 六鄉土手站之間的下行線高架化，此區間內高架化完成。
- 2013年（平成25年）10月16日 早上8時県立大学站附近發生滑坡。當天12時50分恢復。
- 2015年（平成27年）12月7日 早上翼號開始運行。從「乗車整理券」改名在「wing ticket」，費用從200日圓漲價到300日圓。
- 2019年（令和元年）9月5日 一列開往三崎口站的快速特急，在神奈川新町站南端的一處平交道撞上一辆装有660箱柠檬的卡車，造成多节列車車廂翻覆并起火，及34人受傷、卡車駕駛員死亡[3]。

## 車站列表
為了與JR各線轉乘，平均站之間的距離為1.2km。為了進行緩急接續，大概每3-6車站，就會有待避線。全部都是有人站，都設有自動改票機和自動售票機。於2006年，所有站都設置了AED。
因列車種別的差異，各站的月台所對應的車卡數目亦有所分別、品川 - 金澤文庫間的特急停車站：12輛（神奈川新町下行月台8輛）、其他的特急・急行停車站（包括以前運行區間）則為8輛、僅普通列車停車的車站則對應6輛編成。月台線號方面下行線方數起1號線、2號線。
在以前，列車方向幕不會將部份車站的全名顯示出來，改用略稱顯示，這些車站分別是（括號為當時的方向幕顯示）：
- 京急蒲田　（蒲　田、蒲田←→羽田空港）
- 京急川崎　（川　崎、川崎←→小島新田）
- 神奈川新町（新　町）
- 金澤八景　（八　景、新逗子←→八景）
- 金澤文庫　（文　庫）
- 京急久里濱（久里濱，但至今以此作終站的翼號列車仍以「久里濱」作顯示）
- 京濱逗子、逗子海岸（逗　子，廢止，兩站後被遷移並合併為逗子·葉山站）

範例
停車站 … ●・◎：停靠（◎：定期列車的始發終到站）、｜・↓・↑：通過（↓・↑：只限箭頭方向運行）
列車待避 … ◇・◆：上下行均可進行待避、△：只限上行可進行待避、▽：只限下行可進行待避
*：與此站沒有連絡運輸。
| 車站編號 | 中文站名                    | 日文站名 | 英文站名 | 站間營業距離 | 通算營業距離 | 機場急行 | 機場急行 | 特急 | 快特 | 快特 | 機場快特 | 京急翼號 | 早晨翼號 | 接續路線、備註 | 列車待避 | 所在地   | 所在地          |
| -------- | --------------------------- | -------- | -------- | ------------ | ------------ | -------- | -------- | ---- | ---- | ---- | -------- | -------- | -------- | --- | -------- | -------- | --------------- |
| A-07     | 泉岳寺                      |          |          | -            | -1.2         | ◎        |          | ◎    |      | ◎    | ◎        |          | ◎        | 都營地下鐵： 淺草線（A-07）（押上方向直通運行） |          | 東京都   | 港區            |
| KK01     | 品川                        |          |          | 1.2          | 0.0          | ◎        |          | ◎    | ◎    | ◎    | ◎        | ◎        | ◎        | 東海旅客鐵道： 東海道新幹線 東日本旅客鐵道： 東海道線（JT03）、 橫須賀·總武快速線（JO17）、 山手線（JY25）、 京濱東北線（JK20） |          | 東京都   | 港區            |
| KK02     | 北品川                      |          |          | 0.7          | 0.7          | ｜       |          | ｜   | ｜   | ｜   | ｜       | ↓        | ↑        | |          | 東京都   | 品川區          |
| KK03     | 新馬場 （寺田倉庫前）       |          |          | 0.7          | 1.4          | ｜       |          | ｜   | ｜   | ｜   | ｜       | ↓        | ↑        | |          | 東京都   | 品川區          |
| KK04     | 青物橫丁                    |          |          | 0.8          | 2.2          | ●        |          | ●    | ｜   | ｜   | ｜       | ↓        | ↑        | |          | 東京都   | 品川區          |
| KK05     | 鮫洲                        |          |          | 0.5          | 2.7          | ｜       |          | ｜   | ｜   | ｜   | ｜       | ↓        | ↑        | | ◇        | 東京都   | 品川區          |
| KK06     | 立會川                      |          |          | 0.8          | 3.5          | ●        |          | ｜   | ｜   | ｜   | ｜       | ↓        | ↑        | |          | 東京都   | 品川區          |
| KK07     | 大森海岸                    |          |          | 1.3          | 4.8          | ｜       |          | ｜   | ｜   | ｜   | ｜       | ↓        | ↑        | |          | 東京都   | 品川區          |
| KK08     | 平和島                      |          |          | 0.9          | 5.7          | ●        |          | ●    | ｜   | ｜   | ｜       | ↓        | ↑        | | ◇        | 東京都   | 大田區          |
| KK09     | 大森町                      |          |          | 0.8          | 6.5          | ｜       |          | ｜   | ｜   | ｜   | ｜       | ↓        | ↑        | |          | 東京都   | 大田區          |
| KK10     | 梅屋敷 （東邦大學前）       |          |          | 0.7          | 7.2          | ｜       |          | ｜   | ｜   | ｜   | ｜       | ↓        | ↑        | |          | 東京都   | 大田區          |
| KK11     | 京急蒲田                    |          |          | 0.8          | 8.0          | ●        | ●        | ◎    | ●    | ●    | ｜       | ↓        | ↑        | 京濱急行電鐵： 機場線（設有往品川方向、橫濱方向直通） | ◇        | 東京都   | 大田區          |
| KK18     | 雜色                        |          |          | 1.4          | 9.4          |          | ｜       | ｜   | ｜   | ｜   |          | ↓        | ↑        | |          | 東京都   | 大田區          |
| KK19     | 六鄉土手                    |          |          | 1.2          | 10.6         |          | ｜       | ｜   | ｜   | ｜   |          | ↓        | ↑        | |          | 東京都   | 大田區          |
| KK20     | 京急川崎                    |          |          | 1.2          | 11.8         |          | ◎        | ◎    | ●    | ●    |          | ↓        | ↑        | 京濱急行電鐵： 大師線 東日本旅客鐵道： 東海道線（川崎：JT04）、 京濱東北線（川崎：JK16）、 南武線（川崎：JN01） | ◇        | 神奈川縣 | 川崎市 川崎區   |
| KK27     | 八丁畷                      |          |          | 1.3          | 13.1         |          | ｜       | ｜   | ｜   | ｜   |          | ↓        | ↑        | 東日本旅客鐵道： 南武線（南武支線）（JN51） |          | 神奈川縣 | 川崎市 川崎區   |
| KK28     | 鶴見市場                    |          |          | 0.7          | 13.8         |          | ｜       | ｜   | ｜   | ｜   |          | ↓        | ↑        | |          | 神奈川縣 | 橫濱市 鶴見區   |
| KK29     | 京急鶴見 （京三製作所本社） |          |          | 1.5          | 15.3         |          | ●        | ｜   | ｜   | ｜   |          | ↓        | ↑        | 東日本旅客鐵道： 京濱東北線（鶴見：JK15）、 鶴見線（鶴見：JI01） | △        | 神奈川縣 | 橫濱市 鶴見區   |
| KK30     | 花月總持寺                  |          |          | 0.8          | 16.1         |          | ｜       | ｜   | ｜   | ｜   |          | ↓        | ↑        | |          | 神奈川縣 | 橫濱市 鶴見區   |
| KK31     | 生麥                        |          |          | 0.8          | 16.9         |          | ｜       | ｜   | ｜   | ｜   |          | ↓        | ↑        | | ▽        | 神奈川縣 | 橫濱市 鶴見區   |
| KK32     | 京急新子安                  |          |          | 1.4          | 18.3         |          | ｜       | ｜   | ｜   | ｜   |          | ↓        | ↑        | 東日本旅客鐵道： 京濱東北線（新子安：JK14）* |          | 神奈川縣 | 橫濱市 神奈川區 |
| KK33     | 子安                        |          |          | 1.0          | 19.3         |          | ｜       | ｜   | ｜   | ｜   |          | ↓        | ↑        | | ◇        | 神奈川縣 | 橫濱市 神奈川區 |
| KK34     | 神奈川新町                  |          |          | 0.7          | 20.0         |          | ◎        | ◎    | ｜   | ｜   |          | ↓        | ↑        | 車庫所在站 | ◇        | 神奈川縣 | 橫濱市 神奈川區 |
| KK35     | 京急東神奈川                |          |          | 0.5          | 20.5         |          | ●        | ｜   | ｜   | ｜   |          | ↓        | ↑        | 東日本旅客鐵道： 京濱東北線（東神奈川：JK13）、 橫濱線（東神奈川：JH13） |          | 神奈川縣 | 橫濱市 神奈川區 |
| KK36     | 神奈川                      |          |          | 1.0          | 21.5         |          | ｜       | ｜   | ｜   | ｜   |          | ↓        | ↑        | |          | 神奈川縣 | 橫濱市 神奈川區 |
| KK37     | 橫濱 （SOGO、 PORTA前）     |          |          | 0.7          | 22.2         |          | ◎        | ●    | ●    | ●    |          | ↓        | ↑        | 東日本旅客鐵道： 東海道線（JT05）、 橫須賀·總武快速線（JO13）、 湘南新宿線（JS13）、 京濱東北線、根岸線（JK12）、 橫濱線 東急電鐵： 東橫線（TY21） 相模鐵道： 本線（SO01） 橫濱市營地下鐵： 藍線（3號線）（B20） 橫濱高速鐵道： 港未來線（MM01） |          | 神奈川縣 | 橫濱市 西區     |
| KK38     | 戶部                        |          |          | 1.2          | 23.4         |          | ｜       | ｜   | ｜   | ｜   |          | ↓        | ↑        | |          | 神奈川縣 | 橫濱市 西區     |
| KK39     | 日之出町                    |          |          | 1.4          | 24.8         |          | ●        | ｜   | ｜   | ｜   |          | ↓        | ↑        | |          | 神奈川縣 | 橫濱市 中區     |
| KK40     | 黃金町                      |          |          | 0.8          | 25.6         |          | ｜       | ｜   | ｜   | ｜   |          | ↓        | ↑        | |          | 神奈川縣 | 橫濱市 南區     |
| KK41     | 南太田                      |          |          | 0.9          | 26.5         |          | ｜       | ｜   | ｜   | ｜   |          | ↓        | ↑        | | ◇        | 神奈川縣 | 橫濱市 南區     |
| KK42     | 井土谷                      |          |          | 1.2          | 27.7         |          | ●        | ｜   | ｜   | ｜   |          | ↓        | ↑        | |          | 神奈川縣 | 橫濱市 南區     |
| KK43     | 弘明寺                      |          |          | 1.4          | 29.1         |          | ●        | ｜   | ｜   | ｜   |          | ↓        | ↑        | |          | 神奈川縣 | 橫濱市 南區     |
| KK44     | 上大岡                      |          |          | 1.7          | 30.8         |          | ●        | ●    | ●    | ●    |          | ●        | ●        | 橫濱市營地下鐵： 藍線（1號線）（B11） | ◇        | 神奈川縣 | 橫濱市 港南區   |
| KK45     | 屏風浦                      |          |          | 2.2          | 33.0         |          | ｜       | ｜   | ｜   | ｜   |          | ↓        | ↑        | |          | 神奈川縣 | 橫濱市 磯子區   |
| KK46     | 杉田                        |          |          | 1.3          | 34.3         |          | ●        | ｜   | ｜   | ｜   |          | ↓        | ↑        | 東日本旅客鐵道： 根岸線（新杉田：JK05） 橫濱海岸線：■金澤海岸線（新杉田：1） |          | 神奈川縣 | 橫濱市 磯子區   |
| KK47     | 京急富岡                    |          |          | 2.4          | 36.7         |          | ｜       | ｜   | ｜   | ｜   |          | ↓        | ↑        | | △        | 神奈川縣 | 橫濱市 金澤區   |
| KK48     | 能見台                      |          |          | 0.7          | 37.4         |          | ●        | ｜   | ｜   | ｜   |          | ↓        | ↑        | |          | 神奈川縣 | 橫濱市 金澤區   |
| KK49     | 金澤文庫                    |          |          | 2.1          | 39.5         |          | ◎        | ◎    | ●    | ●    |          | ●        | ●        | 車庫所在站 | ◇        | 神奈川縣 | 橫濱市 金澤區   |
| KK50     | 金澤八景                    |          |          | 1.4          | 40.9         |          | ●        | ●    | ●    | ●    |          | ●        | ↑        | 京濱急行電鐵： 逗子線（設有與品川方向的直通） 橫濱海岸線：■金澤海岸線（14） | ◇        | 神奈川縣 | 橫濱市 金澤區   |
| KK54     | 追濱                        |          |          | 1.9          | 42.8         |          |          | ●    | ●    | ｜   |          | ↓        | ↑        | |          | 神奈川縣 | 橫須賀市        |
| KK55     | 京急田浦                    |          |          | 1.7          | 44.5         |          |          | ｜   | ｜   | ｜   |          | ↓        | ↑        | |          | 神奈川縣 | 橫須賀市        |
| KK56     | 安針塚                      |          |          | 2.6          | 47.1         |          |          | ｜   | ｜   | ｜   |          | ↓        | ↑        | |          | 神奈川縣 | 橫須賀市        |
| KK57     | 逸見                        |          |          | 1.0          | 48.1         |          |          | ｜   | ｜   | ｜   |          | ↓        | ↑        | | ◇        | 神奈川縣 | 橫須賀市        |
| KK58     | 汐入                        |          |          | 1.1          | 49.2         |          |          | ●    | ●    | ｜   |          | ↓        | ↑        | |          | 神奈川縣 | 橫須賀市        |
| KK59     | 橫須賀中央                  |          |          | 0.7          | 49.9         |          |          | ●    | ●    | ●    |          | ●        | ●        | |          | 神奈川縣 | 橫須賀市        |
| KK60     | 縣立大學                    |          |          | 1.2          | 51.1         |          |          | ｜   | ｜   | ｜   |          | ↓        | ↑        | |          | 神奈川縣 | 橫須賀市        |
| KK61     | 堀之內                      |          |          | 1.2          | 52.3         |          |          | ◎    | ◎    | ●    |          | ●        | ↑        | 京濱急行電鐵： 久里濱線（設有往品川方向的直通列車） | ▽        | 神奈川縣 | 橫須賀市        |
| KK62     | 京急大津                    |          |          | 0.8          | 53.1         |          |          | ●    | ●    |      |          |          |          | |          | 神奈川縣 | 橫須賀市        |
| KK63     | 馬堀海岸                    |          |          | 1.1          | 54.2         |          |          | ●    | ●    |      |          |          |          | |          | 神奈川縣 | 橫須賀市        |
| KK64     | 浦賀                        |          |          | 1.3          | 55.5         |          |          | ◎    | ◎    |      |          |          |          | |          | 神奈川縣 | 橫須賀市        |

- 機場快特（エアポート快特）的停車站和快特一様。
- 普通車全區間運行、全站停車。列車折返站可能為泉岳寺・品川・京急蒲田・京急川崎・神奈川新町・橫濱・上大岡・金沢文庫・金沢八景・逸見・堀之内・浦賀。
- *：不是同站換乘且要重新購買他線車票。

### 廢止車站
本線由於軌道高速化過程和戰時休止因此有不少廢站。

#### 北馬場站・南馬場站
現在北品川站・青物横丁站之間、路線高架化後統合成新馬場站。

#### 出村站（日语：出村駅）
1901年開業。在京急蒲田站和雜色站之間。此站為可以進行列車待避的急行停車站、於戰時停用、在1949年廢站。遺址在京急蒲田站附近連續立體交差工事用地。

#### 麒麟站（日语：キリン駅）
1932年開業。在生麦站和京急新子安站之間、名稱來源是附近開設麒麟啤酒工場。戰時休止、1949年廢止。

#### 平沼站
1931年開業。在横濱站和戶部站之間、1943年戰時休止、1944年廢止。另外本站和東海道本線的平沼站無關係。

#### 鈴森站（日语：鈴ヶ森駅）
1904年開業。立会川站和大森海岸站之間。戰時中間諜防禦為理由，於1944年廢止

## 沿線概況

### 泉岳寺 - 横濱
此區間大部分都與國道15號（第一京濱）並行，路線由東北偏東向西南偏南伸延，沿線都是一些市區和住宅區，而與此線並行的東海道線則路經東京灣旁並與工業區相鄰。
路線在接近海岸線的平地伸延，同時混合了地面路段和高架路段，所以此區段存在有數個陡坡，立會川站以南的路段則沒有速度制限大的彎道固線形較好，
而此段的高架比率較高但一部分路段在地上行走。
與都營淺草線連接的泉岳寺站和高架的品川站之間路段分別出現下行線33‰、上行線38‰的陡坡，在品川站以南則要通過一個速度限制25km/h，半徑100m的左轉急彎且同時在JR各線上方穿過，然後北品川站附近開始進入最高行車速度為120km/h的高架路段。
經過六鄉土手站後並穿過多摩川後路線進入川崎市，在京急川崎附近有連絡線將高架的本線與地面的大師線連接，而進入橫濱市後會被鶴見線和東海道貨物支線在上方跨過之後與東海道本線並行，而在途中的子安站至神奈川新町站區間的上行線為複線路段而形成三線區間，在神奈川新町站附近則設有新町車庫。

### 横濱 - 金澤八景
在橫濱站以南路段並與國道16號並行。與橫濱站以北路段不同的是，此路段大多是穿過丘陵地帶之間縫隙、穿山隧道來運行。沿線除了重點車站外大多車站都是座落於住宅區。而日之出町站以南，由湘南電氣鐵道所興建之路段則不斷出現
線形不太好的曲線區間。
橫濱站南面的急彎後穿過根岸線、野毛山的隧道之後到達日之出町站。由此開始至井土谷站附近就利用了原鐵道省計畫興建京濱線（現時的京濱東北線）的延長區間的預留地興趣。在此區間後，路線由西南偏西轉向南方伸延，在杉田站附近再穿過根岸線。在運行上的據點金澤文庫站與金澤八景站之間已完成複複線化工程，在此路段的東邊是金澤車庫，西則就是總合車輛製作所的橫濱製作工場。

## 註腳
1. ↑  秒單位捨棄下計算的數値。詳細時間表中是6分30秒（包含15秒的余裕時間）的平均速度為96km/h、減去余裕時間為100km/h。
2. ↑  . NHK. 2019-09-05  [2019-09-05]. （原始内容存档于2019-09-05） （日语）.

## 外部連結
- 京濱急行電鐵** （页面存档备份，存于）
- 羽田空港Access guide （页面存档备份，存于）